# Chiesa dei Santi Gervasio e Protasio (Gorgonzola)
La chiesa dei santi Protasio e Gervasio è un edificio religioso che si trova a Gorgonzola, in città metropolitana ed arcidiocesi di Milano; fa parte del decanato di Melzo.

## Storia
La chiesa parrocchiale fu costruita fra 1806 e 1820 in sostituzione del vecchio edificio sacro che, secondo la tradizione cristiana, aveva l'abside con l'altare a est (verso il naviglio Martesana), la facciata rivolta a ovest e occupava l'area dell'odierno sagrato. Motivo di questa completa sostituzione è la volontà testamentaria del duca Gian Galeazzo Serbelloni (1744-1802), signore di Gorgonzola. Il Serbelloni vincolò la sua unica erede, Luigia Busca, a destinare una rendita annua di 16.000 lire alla costruzione e al mantenimento di ben due edifici da costruirsi ex novo a Gorgonzola: la chiesa e l'ospedale. Il duca indicò anche il nome del responsabile dei progetti, il ticinese Simone Cantoni (1739-1818), architetto di fiducia già del padre Gabrio e autore, tra l'altro, del palazzo Serbelloni di Milano (oltre che della ricostruzione del palazzo Ducale di Genova e di molte chiese e ville fra Lombardia e Canton Ticino).
Il complesso monumentale ideato da Cantoni prevede, dopo alcune ipotesi progettuali non realizzate, di lasciare libero lo spazio occupato dalla vecchia chiesa e di costruire quella nuova con abside a Nord e facciata a Sud. La prima pietra fu posta il 1º giugno 1806 con solenne cerimonia e i lavori, tra interruzioni e ritardi, proseguirono anche dopo la morte dell'architetto Cantoni, colpito da malore durante un sopralluogo al cantiere nel 1818 e sepolto nel mausoleo che lui stesso aveva progettato. Il nuovo tempio fu consacrato il 22 ottobre 1820 dall'arcivescovo di Milano, cardinale Gaisruck, anche se i lavori di completamento e decorazione andarono avanti per buona parte dei decenni successivi (il pronao al centro della facciata è del 1881).
Il titolo di prepositurale del quale si fregia la chiesa di Gorgonzola fa memoria del ruolo di capoluogo della pieve omonima, punto di riferimento religioso e civile per il territorio circostante almeno sin dal X secolo.
Per celebrare il bicentenario di consacrazione, il 23 ottobre 2021 (posticipato di un anno causa pandemia) si è tenuto presso la chiesa l'importante convegno "Duecento anni della chiesa SS. Protaso e Gervaso di Gorgonzola: la nuova prepositurale di un’antica pieve lombarda", organizzato dalla Comunità pastorale Madonna dell'Aiuto e dall'associazione culturale Concordiola col patrocinio di Città di Gorgonzola e Università degli Studi di Milano-Dipartimento Beni Culturali e Ambientali. Gli atti della giornata di studio sono pubblicati online sulla rivista "Storia in Martesana" (nr. 13-2022).

## Descrizione

### Esterno
L'edificio sacro è affiancato da due corpi simmetrici fra loro: a destra, completato a metà Ottocento, l'Oratorio della SS. Trinità; a sinistra, già costruito nel 1776 dallo stesso Cantoni per Gian Galeazzo e la sua famiglia, è il Mausoleo Serbelloni.
Il campanile si erge dietro la chiesa ed è alto 46 metri. Fra la seconda metà del 2015 e la primavera del 2016 la torre campanaria e il relativo concerto di otto campane (fuse a Udine dalla fonderia Francesco Broili, ad eccezione della seconda grossa rifusa dai fratelli Ottolina di Seregno) sono stati sottoposti a restauro conservativo. Nell'occasione è stato pubblicato un volume illustrativo della storia e del restauro di questo importante monumento, opera di Giacomo Moraglia. 
La facciata, che solo nella parte superiore è riconducibile al disegno originale, presenta un finestrone sormontato dal timpano con calotta emisferica, non dissimile da quello che campeggia sul fronte di palazzo Serbelloni a Milano, mentre quattro erme reggono il cornicione. Le statue che decorano la facciata, nelle nicchie, rappresentano i profeti Daniele e Geremia ai lati del mausoleo, i martiri Gervasio e Protasio sopra l'ingresso della chiesa, san Luigi Gonzaga e san Carlo Borromeo ai lati dell'oratorio della Santissima Trinità.

### Interno
La chiesa dei Santi Protaso e Gervaso riassume tutta la potente espressività architettonica del suo ideatore. L'edificio è a navata unica a croce latina, con ampio transetto coperto da cupola e abside munita di deambulatorio. Le 42 semicolonne sporgenti dalle pareti e le quattro colonne libere che reggono il coro svolgono la doppia funzione di sostegno strutturale e di scansione ritmica dello spazio. Tutti i volumi sono raccordati ed enfatizzati dalla grande cupola, impostata su quattro vele e avvolta, all'esterno, da un tiburio ottagonale.
La volta della cupola, il catino absidale, gli arconi e i capitelli delle colonne sono decorati da motivi a stucco realizzati da maestranze ticinesi, coordinate dall'architetto Cantoni. La luce, irrompendo dai finestroni diafani, pervade l'unica navata, ed è valorizzata dai toni pastello delle colonne rosa, degli intonaci giallini e degli stucchi candidi.
L'artista più celebre che fu chiamato a dare il suo contributo all'abbellimento della nuova chiesa è Benedetto Cacciatori (1794-1871), carrarese di origine ma milanese per formazione e professione: alcune sue sculture decorano i caselli daziari di Porta Venezia e l'Arco della Pace a Milano. Per il cantiere di Gorgonzola Cacciatori scolpì e modellò in circa trent'anni oltre una trentina di opere: tutte le dodici sculture in pietra poste nelle nicchie delle pareti (dottori della Chiesa, evangelisti, profeti), i due angeli in marmo di Carrara dell'altare maggiore, i bassorilievi con gli episodi del Vangelo e altro ancora.
Degni di nota sono i due pulpiti in legno di noce, disegnati da un maestro dell'Accademia di Brera, Domenico Moglia (1782-1867), in stile Impero, alla pari dei fregi dorati dell'altare maggiore. L'altare maggiore e i confessionali, invece, sono stati disegnati dallo stesso Cantoni. I quattordici quadri della Via Crucis, realizzati secondo lo stile classico dell'edificio, furono donati nel 1920.
Figura da non dimenticare è quella dell'architetto milanese Giacomo Moraglia (1791-1860), che fu chiamato a dirigere i lavori a seguito della scomparsa di Cantoni. A Moraglia si devono il completamento degli interni e la progettazione autonoma dell'oratorio della SS. Trinità e del campanile. Moraglia si occupò infine del nuovo ospedale gorgonzolese, che il duca Serbelloni aveva indicato nel suo testamento: i lavori si svolsero dal 1848 al 1861, l'Ospedale Serbelloni fu aperto nel 1862 lungo l'attuale via Serbelloni.
Nella prepositurale di Gorgonzola sono attualmente presenti tre organi: quello più grande, posto in cantoria sul lato destro del presbiterio, sopra la sagrestia, è stato costruito dal milanese Giovanni Bressani nel 1911, a trasmissione elettropneumatica, con due tastiere e pedaliera: oggi è inutilizzabile. Sulla cantoria di sinistra c'è un piccolo organo meccanico posato da Giovanni Bressani nel 1908 come strumento temporaneo e qui lasciato, al suo interno materiale fonico di varia provenienza; anche questo strumento è inservibile. Nell'attesa di restaurare uno degli strumenti storici è stato installato (nel 2017) un organo corale a canne 5 I/P costruito nel 1965 dalla ditta tedesca Breitmann.

## Mausoleo Serbelloni
Il mausoleo a sinistra della chiesa fu ideato da Simone Cantoni per il duca Gian Galeazzo nel 1776. Destinato a ospitare le sepolture dei membri dell'illustre famiglia Serbelloni, anticipò di alcuni anni i provvedimenti governativi austriaci e poi napoleonici che posero fine all'antica usanza di seppellire i defunti all'interno delle chiese.
Sulla volta del mausoleo è ben conservato il grande dipinto murale del pittore ticinese Domenico Pozzi (1745-1796), che raffigura la visione del profeta Ezechiele: un soggetto coerente con la destinazione funeraria dell'edificio, poiché prefigura il tema della resurrezione. Altre quattro scene bibliche del medesimo tema erano dipinte sulle pareti e sono oggi pressoché illeggibili. La pala d’altare raffigurante San Rocco è una riproduzione fotografica dell'originale, che è conservato all'interno della chiesa.
Oltre a Gian Galeazzo, a sua madre Maria Vittoria, alla moglie Teresa e alla figlia Luigia con marito, figli e discendenti, nella cripta del mausoleo è sepolto l'architetto Cantoni, il quale (come ricorda la lapide nera murata nella facciata della chiesa, a destra) “edificò la chiesa e questo cimitero non sapendo che l'avrebbe costruito anche per sé”.